# Spectroscopie Raman

Diagramme des niveaux d'énergie impliqués à la spectroscopie infrarouge, la diffusion Rayleigh et la diffusion Raman. L'épaisseur des lignes indique qualitativement l'intensité des signaux de chaque transition.

La spectroscopie Raman (ou spectrométrie Raman) et la microspectroscopie Raman sont des  méthodes non destructives d'observation et de caractérisation de la composition moléculaire et de la structure externe d'un matériau, qui exploite le phénomène physique selon lequel un milieu modifie légèrement la fréquence de la lumière y circulant. Ce décalage en fréquence dit l'effet Raman correspond à un échange d'énergie entre le rayon lumineux et le milieu, et donne des informations sur le substrat lui-même. La spectroscopie Raman consiste à envoyer une lumière monochromatique sur l’échantillon et à analyser la lumière diffusée. Les informations obtenues par la mesure et l'analyse de ce décalage permettent de remonter à certaines propriétés du milieu, par la spectroscopie.
La diffusion Raman cohérente n'utilise pas une observation de lumière diffusée spontanément lors de collisions moléculaires, mais l'amplification cohérente d'un second rayon de fréquence différente et temporellement incohérent du rayon excitateur.
Cette technique est complémentaire à la spectroscopie infrarouge. Les deux permettent d'étudier les modes vibrationnels d'une molécule, mais les règles de sélection pour les deux spectroscopies peuvent être différentes selon la symétrie moléculaire. Aux molécules avec un centre de symétrie, aucun mode vibrationnel n'est observable à la fois aux deux spectroscopies. Certains modes sont actifs au Raman seulement et d'autres à l'infrarouge seulement. Par exemple le dioxyde de carbone, une molécule linéaire symétrique, a une seule bande vibrationnelle observée au Raman à 1 388 cm−1 qui correspond à l'élongation symétrique (ou en phase) des deux liaisons, et deux bandes vibrationnelles à l'infrarouge à 2 349 cm−1 et 667 cm−1 qui correspondent respectivement à l'élongation antisymétrique (ou hors phase) et la déformation de l'angle de liaison.

## Historique
Cette technique a été permise par l'utilisation de la diffusion Raman, un phénomène optique découvert en 1928, par les physiciens Chandrashekhara Venkata Râman et Leonid Mandelstam (indépendamment l'un de l'autre).
Cette technique a été largement diffusée dans l'industrie et la recherche avec l'apparition et la diminution des coûts des lasers.
L'effet Raman cohérent est très utilisé en spectroscopie car il permet l'étude analytique d'un petit volume. Le rayon excitateur et le rayon excité peuvent avoir la même géométrie, mais doivent être temporellement incohérents.

## Principes
La spectroscopie non destructive permet de caractériser la composition moléculaire et la structure externe d'un matériau.
On envoie un faisceau de lumière monochromatique sur l'échantillon à étudier et la lumière diffusée est analysée après avoir été recueillie par une autre lentille et envoyée dans un monochromateur permettant de mesurer son intensité grâce à un détecteur (monocanal de type photomultiplicateur ou CPM, multicanal de type CCD).
Lorsque le champ électrique d'une excitation laser interagit avec le milieu à l'étude il se produit un transfert d'énergie du champ vers la molécule et un moment dipolaire P est induit :
{\displaystyle P=\alpha E_{0}\cos(2\pi \nu _{0}t)}
où {\textstyle \alpha } est la polarisabilité, {\textstyle E_{0}} l'amplitude de vibration du champ et {\textstyle \nu _{0}} la fréquence du laser. Si l'on considère de faibles déplacements nucléaires ({\textstyle q}), il est possible de développer la polarisabilité en série de Taylor autour de la position d'équilibre et on peut ainsi redéfinir le moment dipolaire par :
{\displaystyle P=\alpha _{0}E_{0}{\text{cos}}(2\pi \nu _{0}t)+{\frac {1}{2}}\left({\frac {\partial \alpha }{\partial q}}\right)_{0}q_{0}\left[\cos(2\pi (\nu _{0}+\nu _{p})t)+\cos(2\pi (\nu _{0}-\nu _{p})t)\right]}
où {\textstyle q_{0}} est la position d'équilibre et {\displaystyle \nu _{p}} la fréquence de vibration du phonon. Le premier terme représente la diffusion Rayleigh (le dipôle oscille à la même fréquence que le laser) tandis que le second et le troisième terme représentent la diffusion Raman anti-Stokes ({\textstyle \nu _{0}+\nu _{p}}) et Stokes ({\textstyle \nu _{0}-\nu _{p}}) lorsqu'il y a respectivement absorption et émission d'un phonon.
Plusieurs géométries de diffusion sont possibles. On collecte en général la lumière diffusée soit à 180°, soit à 90°. On peut également faire varier la polarisation des faisceaux incidents et diffusés.
La microspectroscopie Raman ou micro-Raman est une technique de mesure en microscopie : en focalisant le faisceau laser sur une petite partie du milieu, on peut sonder les propriétés de ce milieu sur un volume de quelques µm³, par exemple utilisée pour analyser la formation et l'évolution de microfissures dans le domaine du nucléaire.

### Modes de vibration (phonon)
Une application de la spectroscopie Raman est la mesure des fréquences de vibration d'un réseau cristallin ou d'une molécule (phonons). Les modes de vibration qu'il est possible de mesurer par spectroscopie Raman sont :
- les modes de vibration dont le vecteur d'onde est quasi nul (ou la longueur d'onde quasi infinie). Ceci est imposé par la conservation de la quantité de mouvement dans le processus de diffusion. Dans les solides, on ne peut donc avoir accès qu'au centre de la première zone de Brillouin ;
- les modes de vibration qui provoquent une variation de la polarisabilité du milieu. Ces modes de vibration sont dits « actifs ».

De plus, parmi les modes actifs, certains ne sont détectables que dans une géométrie de diffusion donnée. Une analyse des symétries du cristal ou de la molécule permet de prédire quels modes de vibration seront détectables.

### Excitations magnétiques (magnon)
La spectroscopie Raman est également sensible aux ondes de spin (ou magnons).

## Décalage Raman
Les spectres Raman présentent le décalage en énergie des modes de vibration par rapport à la source d'excitation. Ce décalage est généralement présenté en nombre d'onde, qui sont des unités de longueur inverse (cm-1). Afin de convertir la longueur d'onde recueillie en décalage Raman, on emploie cette formule :
{\displaystyle \Delta w({\text{cm}}^{-1})=\left({\frac {10^{7}}{\lambda _{0}({\text{nm}})}}-{\frac {10^{7}}{\lambda _{1}({\text{nm}})}}\right)\ } ,
où  {\displaystyle \Delta w} est le décalage Raman en cm-1, λ0 la longueur d'onde d'excitation (en nm) et λ1 le spectre Raman en longueur d'onde (en nm).

## Techniques spécialisées
- Diffusion Raman résonante
- Diffusion Raman exaltée par effet de surface (SERS)
- Diffusion Raman exaltée par effet de pointe (TERS)

## Utilisation en archéologie
Dans le domaine de l'archéologie, les études cristallographiques, par spectroscopie Raman, permettent des analyses moléculaires non destructives, compatibles avec la préservation et la sauvegarde des objets du patrimoine.  
De telles analyses, réalisées en 2013 au CNRS, à l'université Pierre-et-Marie-Curie de Paris, ont montré que la couleur bleue de certains objets d'art, attribuée à la présence de cobalt, serait plutôt une coloration mixte contenant, en plus du cobalt, du lapis-lazuli, que les techniques plus anciennes ne permettaient pas de détecter. 
De plus, avec les évolutions technologiques et la miniaturisation des instruments d'étude, ceux-ci deviennent portables et mobiles, ce qui permet d'effectuer des mesures plus rapides, sur site.

## Utilisation en géologie
Dans le domaine de la géologie, les analyses en spectrométrie Raman permettent d'identifier les minéraux qui constituent une roche. Les échantillons peuvent être étudiés sous forme de lame mince ou de morceaux de roches polis. 
Pour cela, le spectre obtenu est comparé avec un spectre de référence issu d'articles scientifiques ou de bases de données,.
Par exemple, cette technique permet de distinguer les principaux polymorphes de la serpentine (lizardite, chrysotile ou antigorite), ce qui n'est pas possible en observant ce minéral à l’œil nu ou au microscope optique.
La spectrométrie Raman a été utilisée pour la première fois dans le domaine de l'exploration spatiale par l'instrument SuperCam installé à bord de l'astromobile Perseverance de la mission spatiale américaine Mars 2020, qui étudie depuis début 2021 la région du cratère Jezero sur la planète Mars. Le spectromètre Raman est utilisé conjointement avec d'autres techniques de spectrométrie pour déterminer à distance la composition minéralogique des roches et déterminer les sites géologiques les plus intéressants.